# Rough Riders' Round-up
Rough Riders' Round-up è un film del 1939 diretto da Joseph Kane.
È un film western statunitense con Roy Rogers, Lynne Roberts e Raymond Hatton.

## Produzione
Il film, diretto da Joseph Kane su una sceneggiatura di Jack Natteford, fu prodotto da Kane, come produttore associato, per la Republic Pictures e girato a Rhyolite in Nevada dal 19 gennaio 1938. Il titolo di lavorazione fu  Rough Rider Patrol.

## Colonna sonora
- Ridin' Down the Trail - scritta da Eddie Cherkose, Cy Feuer e Roy Rogers, cantata da Roy Rogers
- Here on the Range With You - scritta da Tim Spencer, cantata da Roy Rogers
- When Johnny Comes Marching Home (1863) - scritta da Louis Lambert (aka Patrick Sarsfield Gilmore), cantata dai soldati nelle scene di apertura

## Distribuzione
Il film fu distribuito negli Stati Uniti dal 13 marzo 1939 al cinema dalla Republic Pictures. È stato distribuito anche in Brasile con il titolo Cavaleiros Intrépidos.